# Кьоя Кадзуюкі
Кьоя Кадзуюкі (яп. 京谷 和幸; нар. 13 серпня 1971) — японський футболіст, що грав на позиції півзахисника.

## Футбол
Протягом 1990–1993 років грав за команду «ДЖЕФ Юнайтед Ітіхара». 1993 року Кьоя потрапив в автомобільну аварію, з якої він вийшов паралізованим.

## Баскетбол на візках
Був учасником Паралімпійських іграх 2000, 2004, 2008 та 2012.